# Mateus Cantacuzeno
Mateus Cantacuzeno (em grego: Ματθαίος Ασάνης Καντακουζηνός; romaniz.: Matthaios Asanēs Kantakouzēnos) (c. 1325–1383 ou 1391). Imperador bizantino entre 1353 e 1357.

## Vida
Mateus Asen Cantacuzeno era filho do imperador João VI Cantacuzeno e de Irene Asanina. Em troca do apoio que deu ao seu pai durante a luta deste contra João V Paleólogo foi-lhe concedido anexar parte da Trácia como seu feudo pessoal e, em 1353, foi nomeado coimperador.
A partir do seu senhorio na Trácia, Mateus conduziu várias guerras contra os Sérvios. Uma das suas campanhas fracassou em 1350 por causa da deserção dos seus auxiliares turcos. Em 1357, foi capturado pelos seus inimigos, que o entregaram ao imperador concorrente João V Paleólogo. Forçado a abdicar, mudou-se para a Moreia em 1361 e auxiliou o seu irmão, Manuel Cantacuzeno, a governar a região.
Depois da morte de Manuel em 1380, Mateus governou a Moreia até à nomeação do novo governador Teodoro I Paleólogo em 1381 e à chegada deste em 1382. Antes da transferência integral do poder na Moreia dos Cantacuzenos para os Paleólogos, Mateus abdicou a favor do seu filho Demétrio I Cantacuzeno.

## Família
Com a sua mulher Irene Paleóloga, Mateus Asen Cantacuzeno teve vários filhos:
- João Cantacuzeno (c. 1342 - depois de 1361), déspota.
- Demétrio I Cantacuzeno (ca. 1343 – 1383), sebastocrator. Reinou brevemente no Despotado da Moreia.
- Teodora Cantacuzeno, a filha mais velha. A "História" relata que ela foi educada pela avó paterna, Irene Asanina, e recebeu o nome monástico de "Eugênia". Presume-se que se tornou freira.
- Helena Cantacuzena. Casou-se com o conde de Salona Luís Frederico, um descendente de Alfonso Frederico. Ela governou Salona entre 1382 e 1394 como regente.
- Maria Cantacuzena. Casou-se com João Láscaris Calófero, um nobre de status senatorial do Reino de Chipre.